# قاي ماركس
قاي ماركس (بالإنجليزية: Guy Marks)‏ هو مغني وممثل أمريكي، ولد في 31 أكتوبر 1923 بفيلادلفيا في الولايات المتحدة، وتوفي في 28 نوفمبر 1987 في الولايات المتحدة.

## وصلات خارجية
- قاي ماركس على موقع IMDb (الإنجليزية)
- قاي ماركس على موقع ميوزك برينز (الإنجليزية)
- قاي ماركس على موقع إن إن دي بي (الإنجليزية)
- قاي ماركس على موقع ديسكوغز (الإنجليزية)
- قاي ماركس على موقع قاعدة بيانات الفيلم (الإنجليزية)